# 우미노 오로라
〈우미노 오로라〉(일본어: 海のオーロラ ‘바다의 오로라’[*])는 대한민국의 3인조 걸 그룹 가수 《S.E.S.》가 일본에서 발매한 O.S.T. 싱글 음반이다. 

## 설명
- 최초로 오리콘 주간차트에 진입하지 못한 싱글이다.
- 일본에서 발표한 싱글 중 처음으로 발라드 곡을 타이틀로 선보였다.

## 트랙 리스트
1. 海のオ―ロラ (Single Version)
  - 작사: 関口深志 / 작곡: 河野雅昭 / 편곡: 木村達司
  - NTV에서 제작한 Full 3D 애니메이션 《海のオーロラ》의 주제곡이다.
  - 일본 2집 앨범 《Be Ever Wonderful》7번 트랙에 있는 곡을 리컷해서 발표했다.
  - 앨범 버전에 비해 편곡이 추가되고 마지막 멜로디가 변경됐다.
2. 海のオ―ロラ (Nothern Lights Mix)
  - 작사: 関口深志 / 작곡: 河野雅昭 / 편곡: 木村達司
3. 海のオ―ロラ (Blizzard Mix)
  - 작사: 関口深志 / 작곡: 河野雅昭 / 편곡: 木村達司
4. 海のオ―ロラ (Instrumental)
  - 작사: 関口深志 / 작곡: 河野雅昭 / 편곡: 木村達司